# Rivière à Mars
Pour les articles homonymes, voir Mars.
La rivière à Mars (ou Waskwaswasipi en innu) est un affluent de la baie des Ha! Ha! traversant l'arrondissement La Baie, à Saguenay, dans la région administrative du Saguenay–Lac-Saint-Jean, au Québec, au Canada. La rivière à Mars est un affluent de la rivière Saguenay et prend sa source dans la Réserve faunique des Laurentides. Cette rivière à saumons fut durement touchée par le Déluge du Saguenay survenu du 19 au 21 juillet 1996.
À partir de l'embouchure de la rivière, la vallée de la rivière à Mars est desservie par la route 381 qui coupe la rivière à La Baie, le chemin des Chutes (rive nord) et le chemin Saint-Louis (rive sud), ainsi que par le chemin de fer. En amont, cette vallée est desservie par le chemin de la Consol Paper et quelques autres routes forestières secondaires pour les besoins la foresterie et des activités récréotouristiques.
La foresterie constitue la principale activité économique de cette vallée ; les activités industrielles et portuaires, en second ; les activités récréotouristiques, en troisième.
La surface de la rivière à Mars est habituellement gelée du début de décembre à la fin mars, toutefois la circulation sécuritaire sur la glace se fait généralement de la mi-décembre à la mi-mars.

## Géographie
Prenant sa source à l'embouchure d'un petit lac à 869 m d’altitude dans la réserve faunique des Laurentides, la rivière à Mars coule du sud au nord-est dans une descente comportant plusieurs segments tumultueux et accidentés. La rivière à Mars coule sur 104,1 km avec une dénivellation de 797 m surtout en zone forestière sauf le dernier segment de 10,7 km en zone industrielle et urbaine en fin de cours, selon les segments suivants :
Cours supérieur de la rivière à Mars (segment de 38,1 km)
- 2,2 km vers le nord dans une vallée encaissée en traversant le lac Turcotte (longueur : 0,6 km ; altitude : 911 m) sur sa pleine longueur, jusqu'à son embouchure ;
- 6,3 km vers le nord, jusqu'à la décharge du lac Edmond (venant de l'ouest) ;
- 4,4 km vers le nord en serpentant et en recueillant la décharge (venant de l'est) du lac Dusette, jusqu'à la décharge (venant de l'est) du lac Stymphale ;
- 5,8 km vers le nord en recueillant la décharge (venant de l'est) du lac Colon et en formant des dents de scie en fin de segment, jusqu'à la décharge d'un ruisseau (venant du sud) ;
- 10,5 km vers le nord, courbant vers le nord-ouest en recueillant la décharge du lac des Caves et en serpentant en fin de segment jusqu'au ruisseau au Goéland (venant du sud) ;
- 8,9 km (ou 5,8 km en ligne directe) vers le nord-ouest en formant de nombreux petits serpentins, jusqu'à la confluence de la rivière à Mars Nord-Ouest ;

Cours intermédiaire de la rivière à Mars (segment de 40,8 km en zone forestière)
- 10,7 km vers le nord-ouest en passant au nord du Mont aux Oiseaux (altitude : 535 m) où une tour à feu avait été aménagée, puis formant une courbe vers l'est avant de bifurquer vers le nord jusqu'au bras de l'Enfer (rivière à Mars) ;
- 10,6 km vers le nord, en passant entre deux montagnes et en formant un crochet de 0,5 km vers l'ouest, jusqu'à la décharge (venant du sud-est) du lac Noir ;
- 3,4 km vers le nord dans une vallée encaissée, jusqu'à un coude de rivière ;
- 8,1 km vers le nord-ouest en formant un crochet de 0,8 km vers le nord, jusqu'à la décharge (venant du sud) du lac du Portage ;
- 8,0 km vers le nord, en recueillant la décharge (venant de l'est) du lac Vert, la décharge (venant de l'est) du Petit lac Castule et du Grand lac Castule, bifurquant vers nord-est, jusqu'à la confluence du bras d'Isaïe (venant de l'ouest) ;

Cours inférieur de la rivière à Mars (segment de 25,2 km en zone forestière)
- 2,2 km vers l'est jusqu'à la confluence du bras du Coco (venant du sud-est)
- 6,3 km vers le nord-ouest jusqu'à la décharge (venant de l'est) du lac Côme ;
- 2,2 km vers le nord-ouest en traversant quelques rapides jusqu'à la confluence de La Grosse Décharge (venant de l'ouest) ;
- 3,8 km vers le nord-ouest en traversant quelques rapides et en formant un crochet de 0,3 km vers le sud-est, jusqu'à un coude de rivière ;
- 8,0 km vers le nord-est en formant une boucle vers le nord-ouest où est aménagé un pont ferroviaire et en formant un crochet de 1,0 km vers le nord-est en fin de segment, soit après avoir coupé le pont de la route 381, jusqu'au ruisseau Rouge (venant de l'ouest) ;
- 2,7 km vers le nord-est dans l'arrondissement La Baie en traversant une zone de rapides, en passant sous deux ponts routiers et un pont ferroviaire, jusqu'à son embouchure[4].

La rivière à Mars se jette dans la baie des Ha! Ha! du fjord du Saguenay après avoir traversé l’arrondissement de La Baie, à Saguenay. De là, le courant traverse la baie des Ha! Ha! vers le nord-est sur 11,0 km, puis suit le cours de la rivière Saguenay vers l’est sur 99,5 km jusqu’à Tadoussac où il conflue avec l’estuaire du Saint-Laurent.

## Faune aquatique
La rivière offre la pêche au saumon atlantique et à la truite de mer (omble de fontaine anadrome du Saguenay). La pêche au saumon se pratique à gué et à la mouche seulement sur les 7 kilomètres de rivière les plus facilement accessibles.
De 1894 à 1935, la compagnie Price Brothers a exploité un club privé de pêche sur la rivière à Mars. En 1930, la construction d’un barrage a limité l’accès aux saumons et permis le flottage du bois jusqu’en 1952. À la suite d’importants travaux d’ensemencement et d’aménagement, dont la création d’une passe migratoire pour le saumon, l’Association des pêcheurs sportifs de la rivière à Mars se forme en 1983, et la pêche est rouverte en 1992.
De nos jours, Contact Nature Rivière-à-Mars est une organisation à but non lucratif qui gère la pêche sur la rivière à Mars et exploite la passe migratoire avec site d'interprétation du saumon Atlantique et la truite de mer. Vous pourrez profiter d’un sentier d’interprétation du saumon et de la truite de mer, ainsi que d’une fenêtre d’observation sous-marine du saumon grâce à sa passe migratoire.

## Histoire
Lors de la colonisation, vers les années 1870, le premier colon à s’installer aux abords de la rivière se nommait Mars Simard, d'où l'origine du nom de la "rivière à Mars".
- 1872-

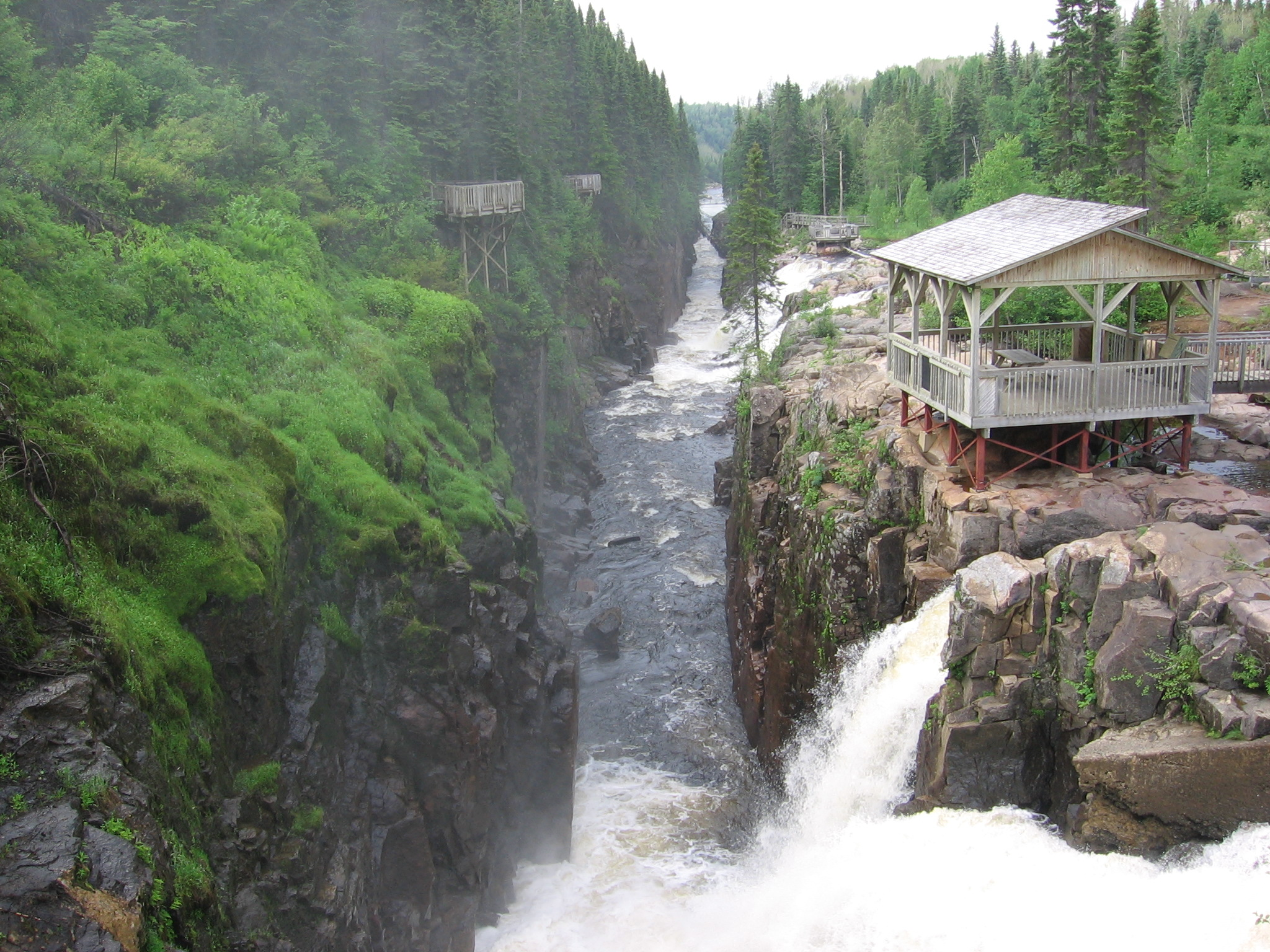
Canyon de la rivière à Mars

- 1888-permis accordé par William Price pour la réalisation d’une digue de bois servant à une boulangerie pour moudre le grain.
- 1891 à 1914 – tenue d’un registre de pêcheur par M. Mars Simard au compte de M. Price qui recevait plusieurs invités venus pêcher le saumon.
- 1930 – Début du flottage de bois et de la drave sur la rivière.
- 1934 – Rédaction et publication du roman historique Rivière à Mars par Damase Potvin.
- 1945 – Fin du flottage du bois.
- 1983 – Fondation de l’Association des Pêcheurs Sportifs de la Rivière à Mars.
- 1984 – Inventaire hydro morphologique des 35 premiers kilomètres.
- 1985 – Fermeture de la pêche sportive.
- 1985 – Début du plan quinquennal d’ensemencement de saumon.
- 1985 - Construction d’une passe migratoire
- 1987 – Signature d’un protocole d’entente avec Ville de La Baie.
- 1990 – Début du Plan de Développement Économique du Saumon.
- 1992 – Début de la pêche sportive du saumon.
- 1996 – Déluge : destruction de la passe migratoire et du barrage.
- 1997 – Reconstruction de la passe migratoire et du barrage.
- 1997 – Stabilisation des berges et aménagement d’étangs ;
- 1998 – Création du Quatuor du Fjord des rivières à saumon du Saguenay.
- 1999 – Actualisation du plan de mise en valeur de la rivière à Mars.
- 1999 – Concertation régionale sur la survie de la truite de mer au Saguenay.
- 2000 – Plan d’étude sur le développement stratégique de la rivière à Mars.
- 2001 – Acquisition du camping Au Jardin de mon Père par l’organisme.
- 2003 – Stratégie de réintroduction de truite de mer (seulement une cinquantaine de dénombrée).
- 2004 – Début du plan de mise en valeur de l’omble fontaine anadrome (truite de mer).
- 2004 – Construction et pose de deux incubateurs d’œufs en rivière.
- 2005 – Construction et pose de six autres incubateurs en rivière.
- 2006 – Obtention d’un plan d’ensemencement d’alevins de saumon.
- 2006 – Début des travaux de réaménagement des étangs de la rivière à Mars.
- 2007 – Ensemencement d’alevins de saumon pour les 5 prochaines années.
- 2009 – Montaison importante d'omble de fontaine anadrome (650 truites de mer).
- 2010 – Montaison fulgurante d'omble de fontaine anadrome (1700 truites de mer).
- 2011 – Réfection du tablier du barrage Roméo Tremblay.

## Toponymie
Le toponyme « rivière à Mars » a été officialisé le 5 décembre 1968 à la Banque des noms de lieux de la Commission de toponymie du Québec.